# Art brut
Art brut neboli syrové umění (anglicky Outsider art) je označení pro umělecká díla (především výtvarná), která vytvářejí lidé s duševní poruchou nebo jinak společensky marginalizovaní. Jako art brut bývá označována také tvorba mediumní, vytvářená ve spiritistickém transu. Termín poprvé použil v roce 1945 Jean Dubuffet, který viděl v této rozumem nekorigované, spontánní tvorbě zdroj inspirace a nové impulsy. Roger Cardinal razil pro tento styl výraz outsider art, který se používá v anglicky mluvících zemích.
Art brut je uměle vytvořenou kategorií pro v podstatě nezařaditelné a někdy těžko pochopitelné projevy tvůrců, kteří si vytvořili vlastní systém, zákonitosti, logiku a pouze z niterných důvodů a příčin a ze souvislostí a okolností známých jen jim samým, vytvářejí svou osobní mytologii a zcela se tak vymykají zažitým způsobům jak nahlížet na umění.
Naivní umění se od art brut liší tím, že jeho tvůrci sice nemají formální vzdělání, ale jsou obvykle respektovanými příslušníky společnosti. Pojem insitní umění, zavedený Štefanem Tkáčem, zastřešoval art brut i naivní umění a mnohdy se pod něj schovala i naivizující tvorba profesionálů.

## Autoři

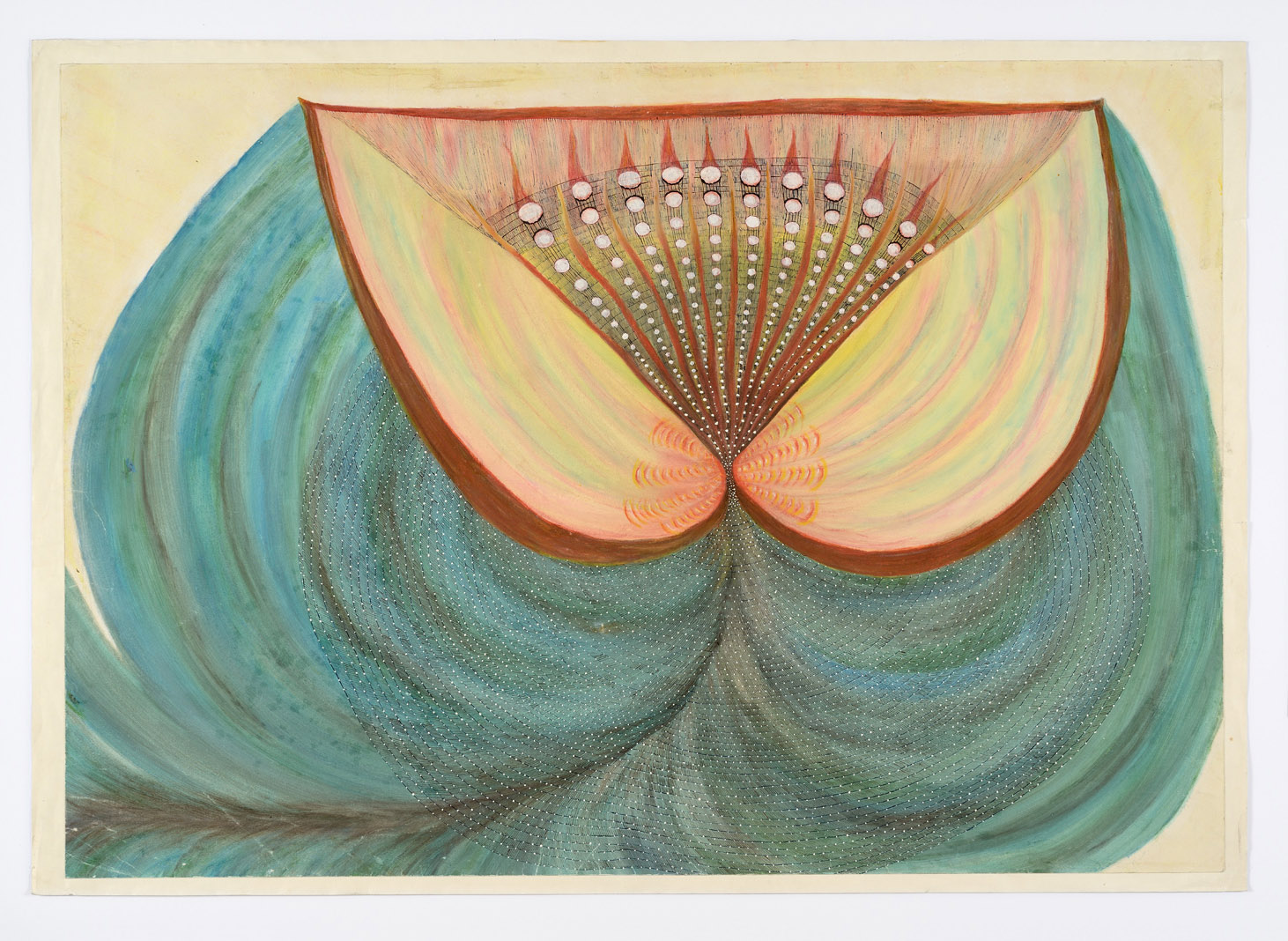
Anna Zemánková, Elektrický květ, 60. léta

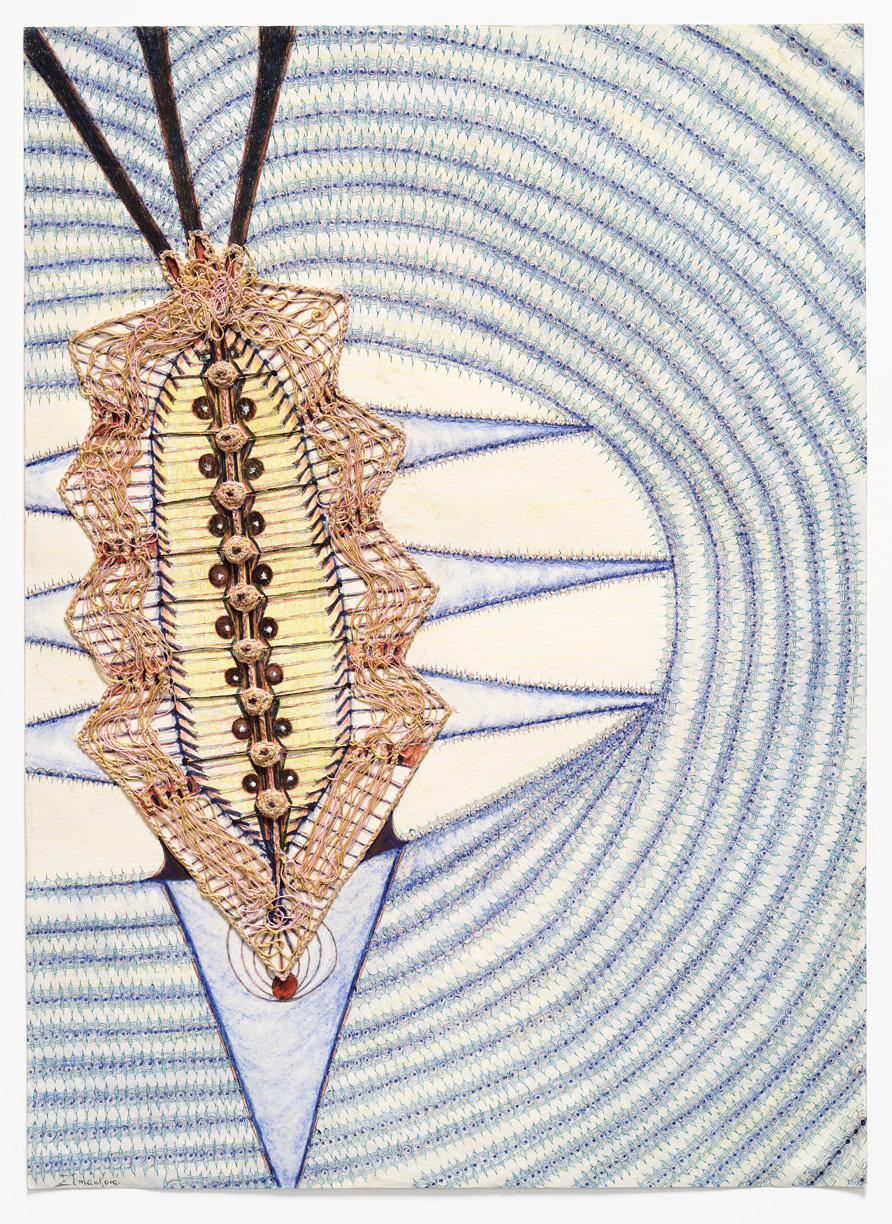
Anna Zemánková, Bez názvu, 60. léta

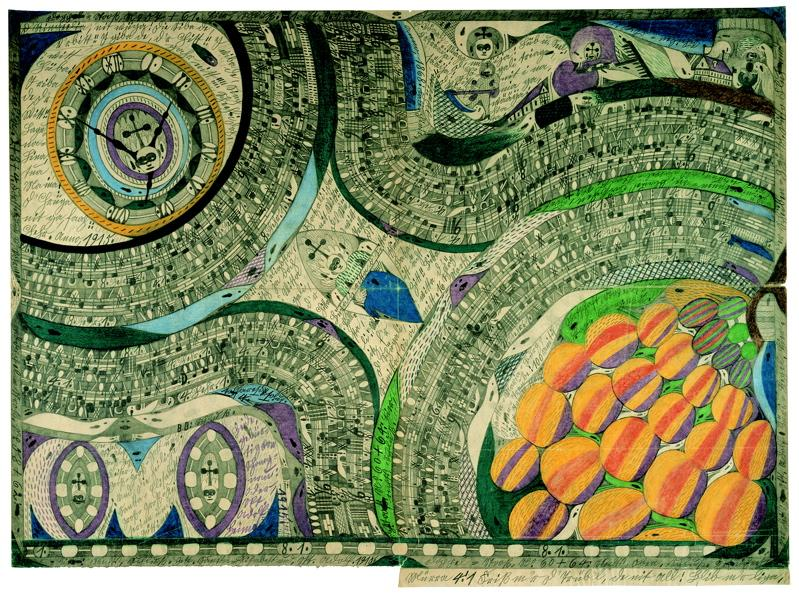
Adolf Wölfli: Hrad Panny Marie – obří hrozen vážící 100 tun unitifů, 1915

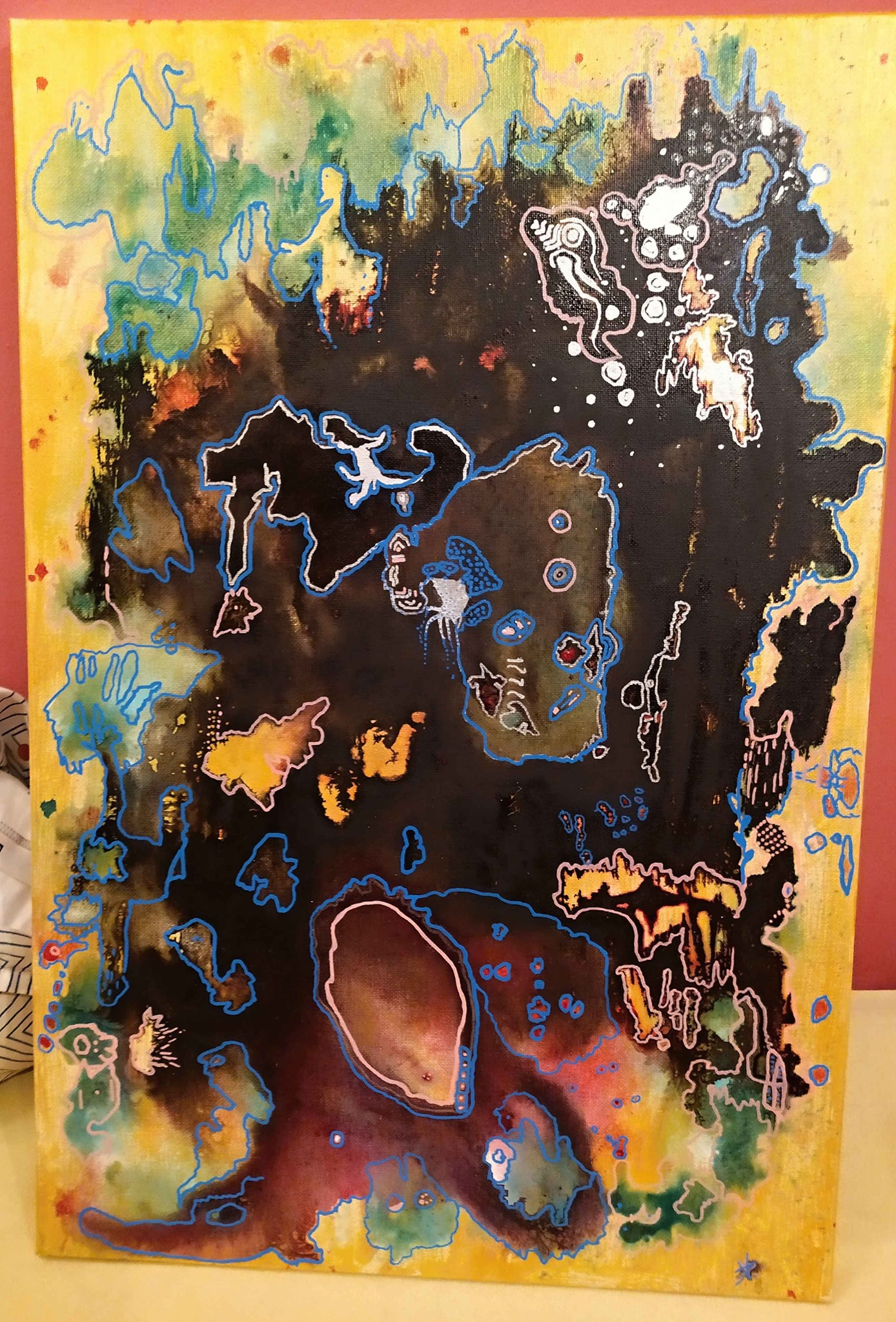
Václav Pelikán, Co číhá v barvách, What lurks in the colors. Processed as a thought jet in a mental disorder. 2020 Czech Republic.

### Sbírka ABCD
Aouam Abdellarrazzak, Alfred Corinne Marié (ACM), Horst Ademeit, Albert, Aloïse Corbaz, Chelo (Amezcua), Franz Artenjak, Artur, Rose Aubert, Beverly Baker, Joseph Barbiero, Barbus Müller, Koumei Bekki, Franco Belucci, Harald Bender, Emery Blagdon, Julius Bockelt, Anselme Boix-Vives, Thérèse Bonnelalbay, David Braillon, Albino Braz, Anibal Brizulea, Emmanuel Calligraphe, Raimundo Camilo, Alberto Cammi, Carlo (Zinelli), Pedro Cornas, Fleury-Joseph Crépin, Attilio Crescenti, Kazimierz Cycon, Henry Darger, Heide De Bruyne, Eric Derkenne, Fernand Desmoulin, John Devlin, Petr Dobšák, Janko Domšič, Eva Droppová, El Garrell (Josep Pujiula), Hans Fahrni, Jaime Fernandes, Jean Fick, Auguste Forestier, Karel Forman, Frances (František Vaněček), Jevgenij Gabričevskij, Pepe Gaitán, Giancarlo “giga“ Galatol, Giovanni Galli, Anne-Marie Gbindoun, Hans-Jörg Georgi, Madge Gill, Johann Gittenberger, Paul Goesch, Ted Gordon, Richard Greaves, Martha Grünenwaldt, Guyodo (Frantz Jacques), Hassan, Johann Hauser, Karel Havlíček, Karl Hel, Margarethe Held, Ilse Helmkamp, Miguel Hernandez, Carl Fredrik Hill, Emile Josome Hodinos, Josef Hofer, Rudolf Horacek, Georgiana Houghton, Georgine Hu, Wolfgang Hueber, Vojislav Jakić, James Harold Jennings, Leonide Jilkin, Estrianna Johnson, Clyde Jones, Julius B., Karl Junker, Michail Kaljakin, Franz Kamlander, Peter Kapeller, Terao Katsuhiro, Yumiko Kawaï, Davood Koochaki, Johann Korec, Zdeněk Košek, K. L., Joseph Lambert, Augustin Lesage,
Luigi Lineri, Alexandr Pavlovič Lobanov, Raphaël Lonné, Emil Theodor Lundkvist, Dwight Mackintosh, Michel Macreau, Pascal-Désir Maisonneuve, Bonaria Manca, Barbara Massart, Kunizo Matsumoto, Max (Rudolf Limberger), Alexandr Alexejevič Medveděv, Riccio Melina, Gene Merritt, Christian Michaud, Daniel Miller, Donald Mitchell, Eijiro Miyama, Edmund Monsiel, Marc Moret, Satoshi Morita, John J.B. Murray, Oreste Fernando Nannetti (sign. NOF4), Nikifor (Epifan Drowniak), Nino (João Cosmo Félix dos Santos), Koji Nishioka, Léon Petitjean, Luboš Plný, Jean Pous, Guillaume Pujolle, Josef Karl Rädler, Miloslava Ratzingerová, Maria Reinshasen, Renaud,
Achilles G. Rizzoli, André Robillard, Miguel Rodriguez, Veijo Ronkkönen, Yuichi Saito, Chiyuki Sakagami, Ikuyo Sakamoto, Henri Salingardes, Eugenio Santoro, Victorien Sardou, Philipp Schöpke, Friedrich Schröder-Sonnenstern, Judith Scott, F. Sedlák, Jose Johann Seinen, Zbyněk Semerák, Eiichi Shibata, Takashi Shuji, Elis Sinistö, Fjodor Smirnov, Hélène Smith, Mary T. Smith, Louis Soutter, L.C. Spooner, Harald Stoffers, Daniela Süssmlchová, Herai Takanori, Noriko Tanaka, Pascal Tassini, Théo, Martin Thompson, básník Ticho (František Frances), Bill Traylor, Jeanne Tripier, Oswald Tschirtner, Yasuyuki Ueno, Jindřich Vik, August Walla, Melvin Way, Helen Butler Wells, Leoš Wertheimer, George Widener, Scottie Wilson, Adolf Wölfli, Gu Ya, Joseph Elmer Yoakum, Hideack Yoshikawa, Malam Zabeirou, Stanisław Zagajewski, Anna Zemánková, Zephir.

### Sbírka Art Brut, Lausanne

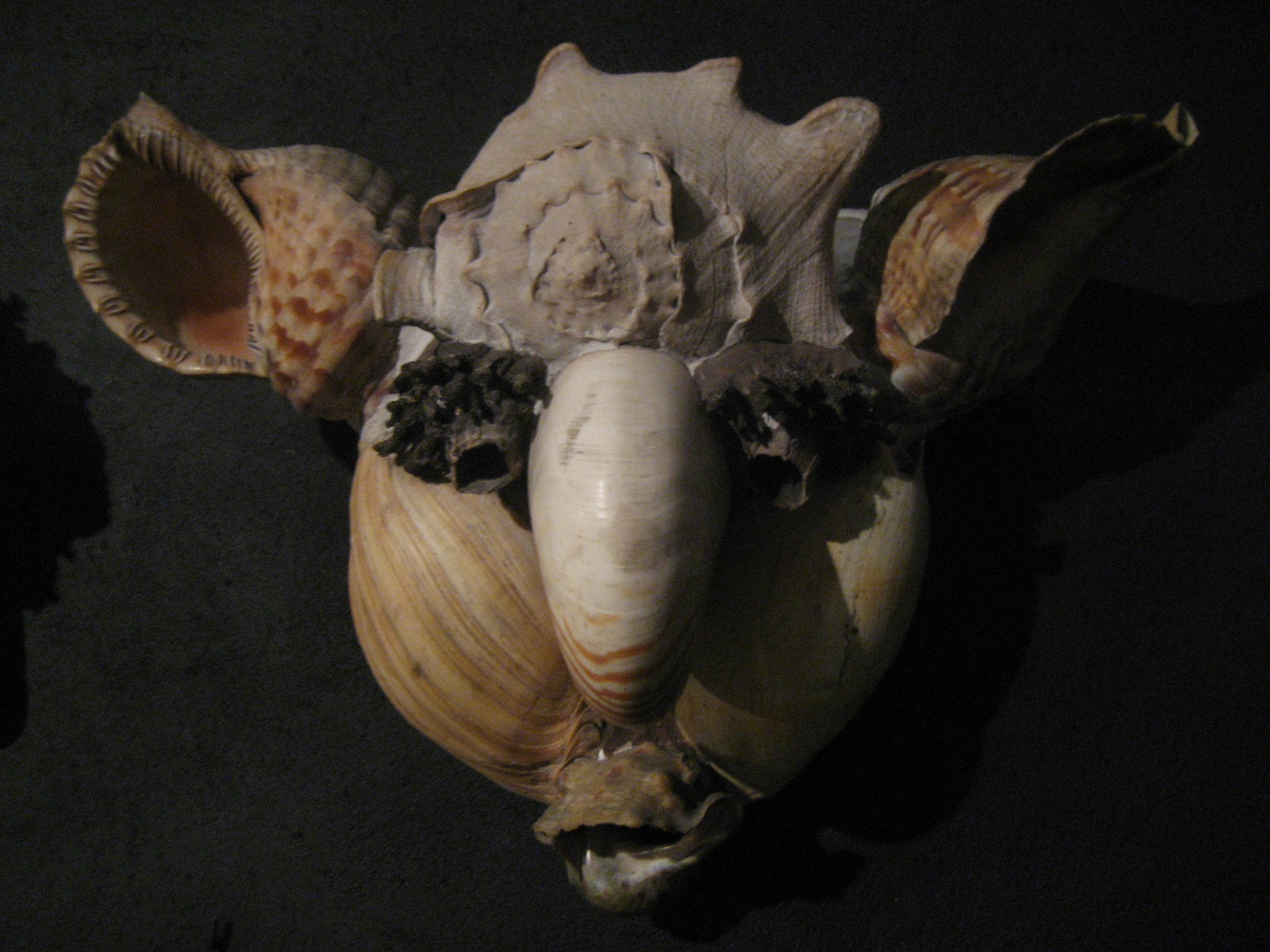
Pascal-Desir Maisonneuve. Seashell mask

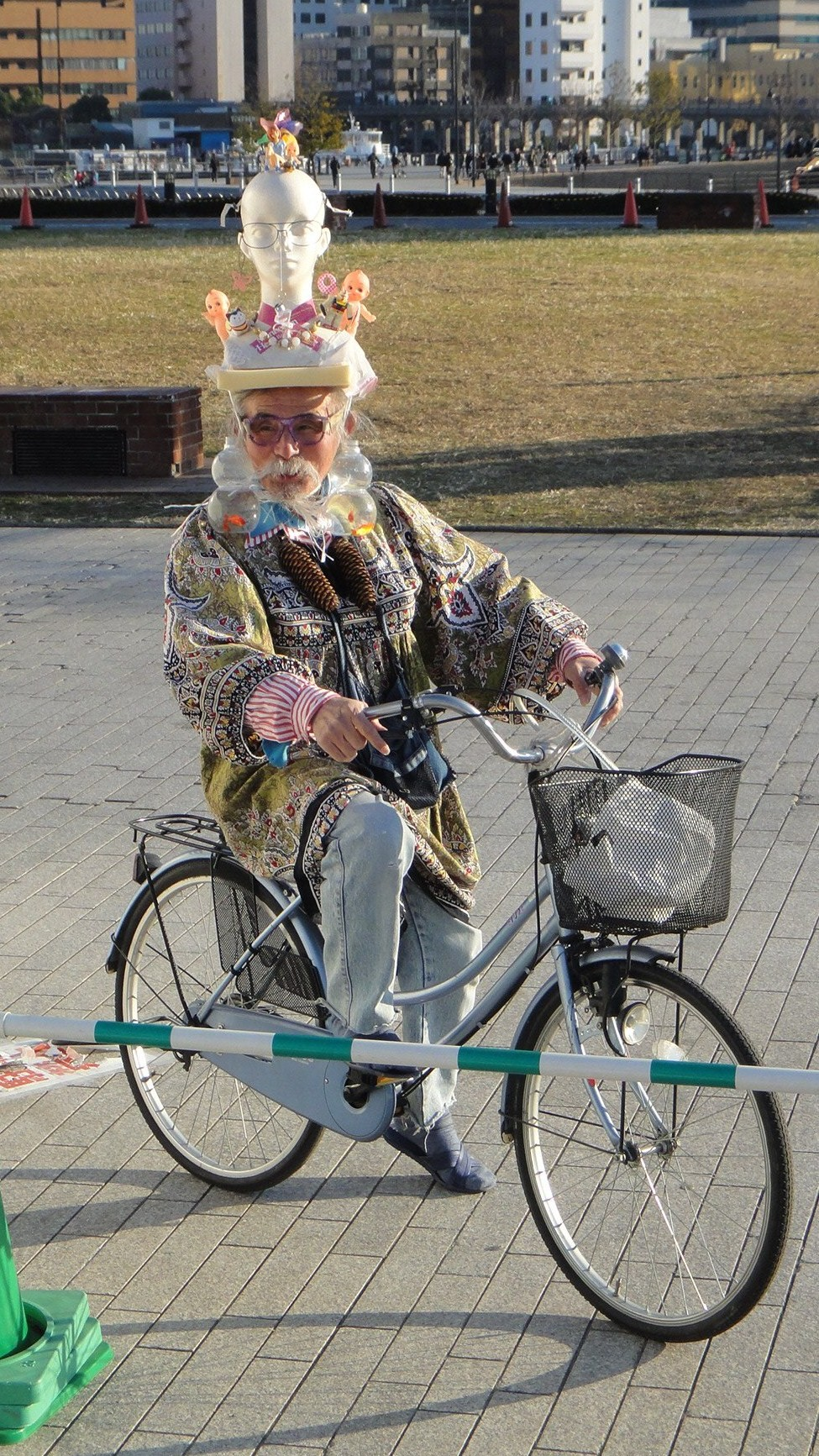
Eijiro Miyama, Yokohama

Giovanni Abrignani, Aloïse (Corbaz), Paul Amar, Antonio Roseno de Lima, Benjamin Arneval, Josef Bachler, Fausto Badari, Morton Bartlett, Gregory L. Blackstock, Giovanni Bosco, David Braillon , John Byam, Carlo (Zinelli), Gaston Chaissac, Nek Chand, Kashinath Chawan, Fleury-Joseph Crépin, Henry Darger, James Edward Deeds, Serge Delaunay, Eric Derkenne, Curzio di Giovanni, Jules Doudin, Gaston Duf, Paul Duhem, Paul End, Auguste Forestier, Clément Fraisse, Sylvain Fusco, Willem van Genk, Madge Gill, Joaquim Vicens Gironella, Helga Goetze, Guo Fengyi, Johann Hauser, Helmut (Nimczewski), Motooka Hidenori, Emile Josome Hodinos, Josef Hofer, Vojislav Jakic, Franz Kernbeis, Hans Krüsi, Laure (Pigeon), Le Prisonnier de Bâle (Joseph Giavarini), Philippe Lemaire, Augustin Lesage, Aleksander Pavlovitch Lobanov, Raphaël Lonné, Dwight Mackintosh, Pascal-Désir Maisonneuve, Kunizo Matsumoto, Angelo Meani, Gene Merritt (Clyde Eugene Merritt), Ezekiel Messou, Reinhold Metz, Eijiro Miyama, Edmund Monsiel, Heinrich Anton Müller, Fernando Oreste Nannetti, Michel Nedjar, Ni Tanjung, Masao Obata, Ataa Oko, Francis Palanc, Han Ploos Van Amstel, Giovanni Battista Podestà, Guillaume Pujolle, Emile Ratier, André Robillard, Hans Saletmeier, Henri Salingardes, Eugenio Santoro, Gaston Savoy, Shinichi Sawada, Armand Schulthess, Judith Scott, Takashi Shuji, Marguerite Sir, Charles Steffen, Pascal Tassini, Jeanne Tripier, Oswald Tschirtner, Pascal Verbena, Pépé Vignes (Joseph Vignes), August Walla, Georges Widener, Scottie Wilson (Louis Freemann), Josef Wittlich, Adolf Wölfli, Erich Zablatnik, Stanislaw Zagajewski, Anna Zemánková.

### Prinzhornova sbírka
Else Blankenhorn, Josef Forster, Paul Goesch, Heinrich Hack, Oskar Herzberg, August Klett, Johan Knopf, Paul Kunze, Marie Lieb, Peter Meyer, Heinrich Anton Müller, August Natterer, Clemens von Oertzen, Adolf Schudel, Gustav Sievers, Oskar Voll.

### Japonské Art brut
Takanori Herai, Yumiko Kawai, Satoshi Morita, Masao Obata, Chiyuki Sakagami, Shinichi Sawada, Takashi Shuji, Yoshimitsu Tomizuka